# Cryptolabis (Cryptolabis) chilota
Cryptolabis (Cryptolabis) chilota is een tweevleugelige uit de familie steltmuggen (Limoniidae). De soort komt voor in het Neotropisch gebied.